# 胡國雄
胡國雄（英語：Wu Kwok Hung，1949年5月22日—2015年6月15日），生於香港，已故香港著名足球員，綽號「大頭仔」，出身於卜公，曾效力的球隊包括東昇、南華及精工，在精工效力14年期間，替球會奪得四十多項錦標，他個人也獲不少榮譽，由1972年至1978年被選為最佳前鋒，1979年至1982年連續四屆當選為香港足球先生。1986年6月8日精工為胡國雄主辦了一場告別賽，就此宣告退役。
2015年6月14日，傳媒報道胡國雄病危，處於彌留狀態。至2015年6月15日凌晨3時45分因喉癌於東區醫院病逝。

## 球員生涯
胡國雄生於香港，小時家住上環差館上街7號地下，在4歲那年，他父親買了第一個足球給他，便開始與足球結下因緣。自此之後，他便一直努力地練習，由於當時的場地非常細小，因而練得純熟的控球技巧，但頭球方面卻只算勉強。到了他11歲，終於真正參與足球運動，參加了由卜公花園所組織的三支球隊中的小童隊。隨著時間過去，兩年後他開始要為家中生計工作，不過仍然無損他的足球的熱誠，但是卻因此令他經常轉換工作。其後在他於16歲那年，經朋友介紹之下終有一份較為清閒的工作，這兩年間由於踢球的時間增加不少，球技方面因此有了很大的進步，並開始入選香港U17青年軍，1968年協助青漢贏得青年淘汰盃高級組冠軍，與施建熙、崔永生合稱「卜公三寶」。
18歲那年他去了學習修理電器，但只做了3個月便加入東昇預備組，不久便獲提升上甲組。月薪只有400元。一年後他首次代表香港青年軍前往泰國參加亞青盃，當時的他已被不少人評為擁有國際級水平的年輕球員。
1971-72年度球季，胡國雄加盟老牌勁旅南華，這時他的月薪為1千6百元，協助南華歷史性奪得三料冠軍，不過這只是他成功之路的起點。1972年夏天，新升上甲組的精工，班主黃創山提出3萬6千元年薪挖角，胡國雄要求並且獲得年薪4萬元，遂由南華轉投精工。加盟精工之後，胡國雄的表現更上一層樓。在他加盟的首個球季，已經能讓精工奪得士丹利木盾賽、銀牌、總督盃和聯賽4項冠軍，踏上了人生的另一個高峰。他效力精工的14年間，為球隊奪得超過40個錦標，他本人更在1979-82連續4年成為香港足球先生，以及於1972-78年獲選為最佳前鋒。
巴西球會高士路1972年訪港後，曾經有意邀請胡國雄和仇志強加盟，不過當年他曾患慢性肝炎，擔心體能未必能應付，而且在巴西又言語不通，擔心會被排擠，因而婉拒邀請。當寶路華升上甲組時，曾經希望找胡國雄加入。胡國雄說要兩支球隊的兩位班主，即是黃創山及黃創保兄弟自己決定。當年兩人父親也加入討論，3個人一起開家庭會議，結果胡國雄留在精工，但是其他精工球員就任由黃創保選擇。而他另一個人成就，莫過於1983年10月24日在港督府受港督尤德爵士頒授榮譽獎章。同年他的薪酬亦達到事業高峰的每月25,000元。
1986年6月8日，精工班主黃創山為他舉行的告別賽，而舉行地點是政府大球場。胡國雄在上、下半場分別代表精工及香港足球代表隊比賽，並取得2個入球。比賽結束後，胡國雄坐在開蓬房車中進入大球場繞場一週，接受球迷的鼓掌歡送。

## 國際賽
胡國雄代表香港足球代表隊征戰多年，1975年香港主辦亞洲盃外圍賽，與北韓激戰120分鐘踢成3-3平手，互射12碼射到第13輪胡國雄射失，幸好門將朱國權救出北韓球員主射，可惜到了第14輪施建熙亦宴客，香港隊僅敗。
1977年在新加坡舉行的世界盃外圍賽小組賽，胡國雄因最後一場熱身賽被精工隊友麥哥利撞傷膝部，缺陣大部分賽事，決賽對新加坡後備上陣，最終香港隊以1-0擊敗新加坡，歷史性首次躋身亞大區五強賽。
1985年世界盃外圍賽，胡國雄獲得香港隊重召，5月19日分組賽最後一場賽事作客北京工人體育場對中國隊，協助香港隊以2-1爆冷擊敗中國隊，第二次贏得分組賽出線權。不過，在次圈面對日本時，首回合作客輸0:3，次回合在爆滿的香港大球場，胡國雄卻兩度射失12碼，結果香港以總成績1:5出局。

## 比賽數據
(鳴謝資料提供者：KKLaw@香港足球史學會)
球會賽事合共：正選538場，被換出33場，入替15場，黃牌11面，入球258個。場均入球率：0.48
甲組聯賽：正選323場，被換出24場，入替11場，黃牌6面，入球173個。場均入球率：0.54
高級組銀牌：正選54場，被換出1場，入替1場，黃牌1面，入球24個。場均入球率：0.44
總督盃：正41選場，被換出1場，入替1場，黃牌1面，入球15個。場均入球率：0.37
足總盃：正選36場，被換出1場，入替0場，黃牌0面，入球18個。場均入球率：0.5
金禧盃：正選23場，被換出0場，入替0場，黃牌1面，入球7個。場均入球率：0.30
亞冠：正選4場，被換出0場，入替0場，黃牌0面，入球2個。場均入球率：0.5
六強盃：正選4場，被換出0場，入替0場，黃牌0面，入球1個。場均入球率：0.25
主席盃：正選5場，被換出0場，入替0場，黃牌0面，入球1個。場均入球率：0.2
會長盃：正選6場，被換出1場，入替1場，黃牌1面，入球3個。場均入球率：0.5
會長主席盃：正選6場，被換出0場，入替0場，黃牌0面，入球2個。場均入球率：0.33
彪馬盃本土賽：正選3場，被換出0場，入替0場，黃牌0面，入球0個。
彪馬盃決賽週：正選3場，被換出0場，入替0場，黃牌0面，入球2個。場均入球率：0.67
其他外隊表演賽：正選30場，被換出5場，入替1場，黃牌1面，入球10個。場均入球率：0.33

## 國際賽事紀錄
- 僅列出國際A級比賽

| 上陣次數 | 時間           | 對手       | 比數 | 入球(累計) |
| -------- | -------------- | ---------- | ---- | ---------- |
| 1        | 1970年6月21日  | 印度尼西亞 | 1-2  | 0(0)       |
| 2        | 1970年6月26日  | 马来西亚   | 1-1  | 0(0)       |
| 3        | 1970年6月27日  | 印度尼西亞 | 2-3  | 0(0)       |
| 4        | 1970年7月31日  | 日本       | 2-1  | 1(1)       |
| 5        | 1970年8月2日   | 泰國       | 2-0  | 0(1)       |
| 6        | 1970年8月4日   | 印度尼西亞 | 1-3  | 0(1)       |
| 7        | 1970年8月6日   | 新加坡     | 3-2  | 1(2)       |
| 8        | 1970年8月9日   |            | 0-0  | 0(2)       |
| 9        | 1970年8月12日  | 緬甸       | 0-5  | 0(2)       |
| 10       | 1970年8月15日  | 印度       | 2-3  | 0(2)       |
| 11       | 1971年5月28日  | 马来西亚   | 1-2  | 0(2)       |
| 12       | 1971年8月5日   | 新加坡     | 1-2  | 0(2)       |
| 13       | 1971年8月9日   | 菲律賓     | 2-1  | 0(2)       |
| 14       | 1971年8月11日  | 緬甸       | 0-0  | 0(2)       |
| 15       | 1971年8月13日  | 印度       | 2-1  | 1(3)       |
| 16       | 1971年8月21日  | 越南       | 1-3  | 0(3)       |
| 17       | 1972年10月5日  | 新加坡     | 2-3  | 1(4)       |
| 18       | 1975年6月14日  | 日本       | 0-0  | 0(4)       |
| 19       | 1975年6月19日  |            | 3-0  | 0(4)       |
| 20       | 1975年6月21日  | 中國       | 0-1  | 0(4)       |
| 21       | 1975年6月24日  |            | 3-3  | 2(6)       |
| 22       | 1975年6月26日  | 日本       | 0-1  | 0(6)       |
| 23       | 1976年10月24日 |            | 0-2  | 0(6)       |
| 24       | 1977年3月8日   | 马来西亚   | 1-1  | 0(6)       |
| 25       | 1977年3月12日  | 新加坡     | 1-0  | 0(6)       |
| 26       | 1977年6月19日  | 伊朗       | 0-2  | 0(6)       |
| 27       | 1977年6月26日  |            | 0-1  | 0(6)       |
| 28       | 1977年7月10日  |            | 0-3  | 0(6)       |
| 29       | 1977年10月2日  | 科威特     | 1-3  | 0(6)       |
| 30       | 1977年10月30日 |            | 2-5  | 0(6)       |
| 31       | 1978年2月7日   | 中國       | 1-4  | 0(6)       |
| 32       | 1979年3月18日  | 澳門       | 2-1  | 0(6)       |
| 33       | 1979年5月2日   |            | 0-3  | 0(6)       |
| 34       | 1979年5月4日   | 新加坡     | 3-1  | 0(6)       |
| 35       | 1979年5月6日   | 斯里蘭卡   | 5-0  | 1(7)       |
| 36       | 1979年5月8日   | 泰國       | 0-1  | 0(7)       |
| 37       | 1979年5月11日  | 马来西亚   | 0-0  | 0(7)       |
| 38       | 1980年11月30日 | 印度尼西亞 | 0-4  | 0(7)       |
| 39       | 1980年12月5日  |            | 1-0  | 0(7)       |
| 40       | 1980年12月21日 | 中國       | 0-1  | 0(7)       |
| 41       | 1980年12月24日 | 新加坡     | 1-1  | 0(7)       |
| 42       | 1980年12月28日 |            | 2-2  | 1(8)       |
| 43       | 1980年12月31日 | 中國       | 0-0  | 0(8)       |
| 44       | 1985年2月17日  | 中國       | 0-0  | 0(8)       |
| 45       | 1985年2月23日  |            | 8-0  | 0(8)       |
| 46       | 1985年4月6日   |            | 5-1  | 0(8)       |
| 47       | 1985年4月28日  | 澳門       | 2-0  | 0(8)       |
| 48       | 1985年5月4日   | 澳門       | 2-0  | 0(8)       |
| 49       | 1985年5月19日  | 中國       | 2-1  | 0(8)       |
| 50       | 1985年8月6日   | 泰國       | 2-1  | 1(9)       |
| 51       | 1985年8月11日  | 日本       | 0-3  | 0(9)       |
| 52       | 1985年9月22日  | 日本       | 1-2  | 0(9)       |
| 53       | 1986年5月31日  | 澳門       | 3-2  | 0(9)       |

- 更新至2015年10月1日

## 胡國雄效力時期精工所得錦標
- 72-73 木盾七人賽、銀牌、總督盃、聯賽
- 73-74 銀牌、金禧盃
- 74-75 聯賽、足總盃
- 75-76 銀牌、會長盃、足總盃
- 76-77 銀牌、主席盃
- 77-78 總督盃、主席盃、足總盃
- 78-79 木盾七人賽、銀牌、會長主席盃、總督盃、聯賽
- 79-80 銀牌、聯賽、足總盃
- 80-81 會長七人賽、銀牌、聯賽、足總盃
- 81-82 會長七人賽、聯賽
- 82-83 會長七人賽、聯賽
- 83-84 總督盃、聯賽
- 84-85 銀牌、總督盃、聯賽
- 85-86 會長盃七人賽、總督盃、足總

## 生平記事
- 1960年 十一歲，加入卜公所組織的三支球隊中的小童隊。
- 1962年 十三歲，替葯廠送滴露到藥房，其後他到中環太子行一間商業機構的茶水部送外賣。
- 1964年 十五歲，轉到屠房工作，後來得朋友介紹到政府合署的飯堂學煮餐，但因天生愛踢足球，無論屠房或煮餐的工作時間都很長，最後放棄這份工。
- 1965年 十六歲，到維多利亞房做後生，由於工作比較清閒，有時間踢足球，兩年間球技大進，並且開始入選香港青年軍
- 1967年 十八歲，改為學習修理電器，三個月後加盟東昇足球隊兼職踢足球，其後提升上甲組
- 1968年 十九歲，代表香港青年軍前往泰國參加亞青盃比賽
- 1971年 七一至七二年球季，加盟南華，這一屆南華奪得三料冠軍
- 1972年 七二至七三年球季，正式加盟精工球隊，同年及其後五年被選為最佳前鋒。這一屆奪得七人賽、銀牌、總督盃和聯賽四項冠軍
- 1974年10月10日與馬志虹小姐正式註冊結婚。翌年（1975年）長子鎮港出生
- 1979年至1982年連續四屆選為香港足球先生
- 1983年10月24日在督憲府受港督尤德爵士頒授英女皇榮譽獎章[8]
- 1986年6月8日下午在政府大球場踢告別賽，正式宣佈退出香港球壇 （页面存档备份，存于）。
- 2015年6月15日凌晨3時45分因喉癌於東區醫院病逝。
- 2015年7月8日在世界殯儀館舉行喪禮。
- 2015年8月16日在旺角麥花臣球場舉行紀念賽[9]

## 評價
黃創山的弟弟黃創增表示：「胡國雄很有天分，本有條件成為世界級球員，可惜當年沒有被送到外國訓練。」
民政事务局局长曾德成对胡国雄病逝表示哀悼，并向其家人致以慰问；他认为胡国雄是足球界典范，对香港足球界的贡献良多。香港足球总会会长霍震霆对胡国雄离世表示深切哀悼。

## 相關文獻
- 《香港十大名將》，青森文化，賴文輝著，2013，ISBN 978-988-82232-5-1
- 《香港足球誌——職業足球五十年》，非凡出版，莫逸風著，2018，ISBN 978-988-85127-6-8

## 外部連結
- 香港永遠的球王──胡國雄